# St. Mauritius (Lautzkirchen)

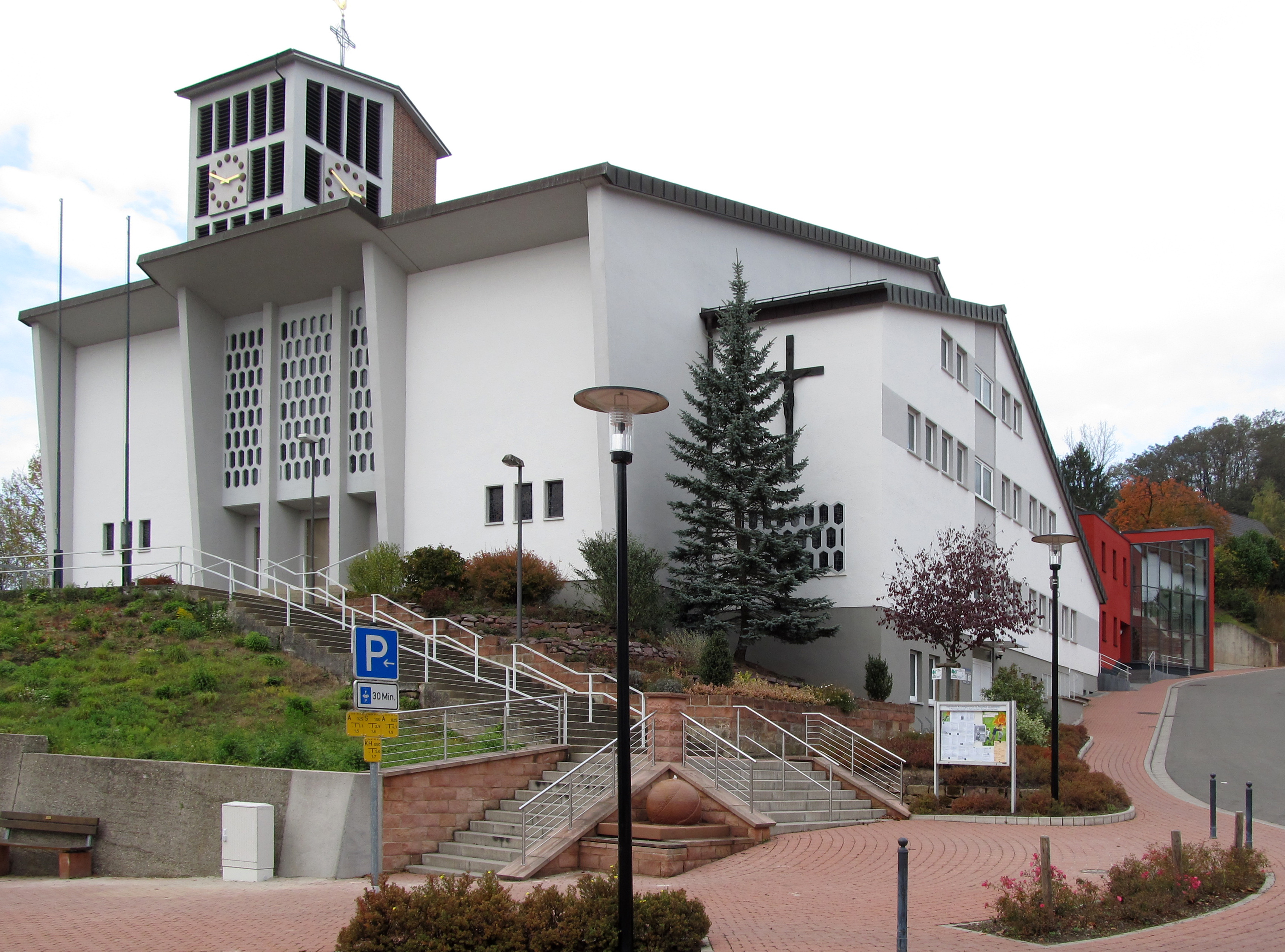
Die Pfarrkirche St. Mauritius in Lautzkirchen

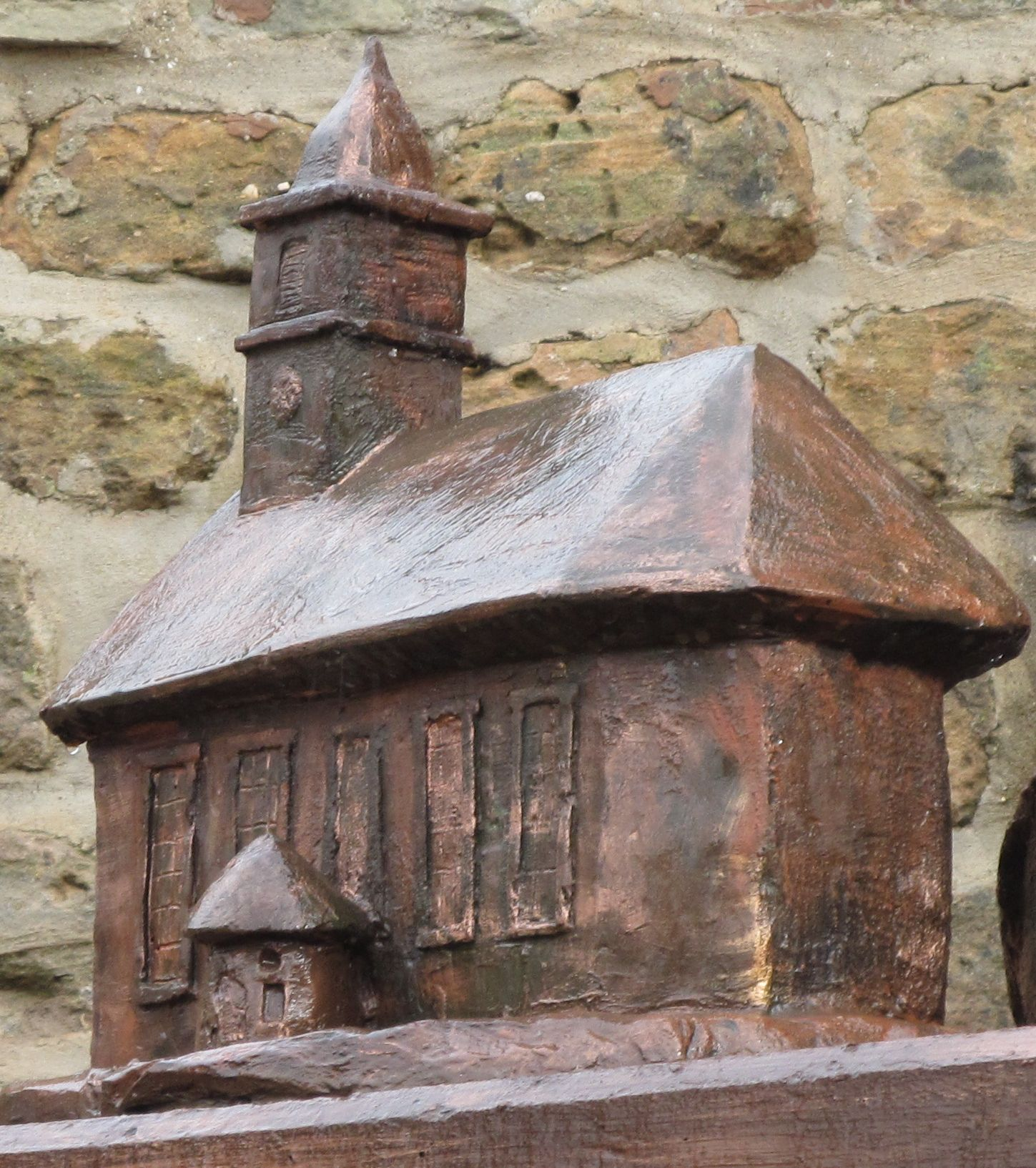
Modell der 1958 abgetragenen Kirche

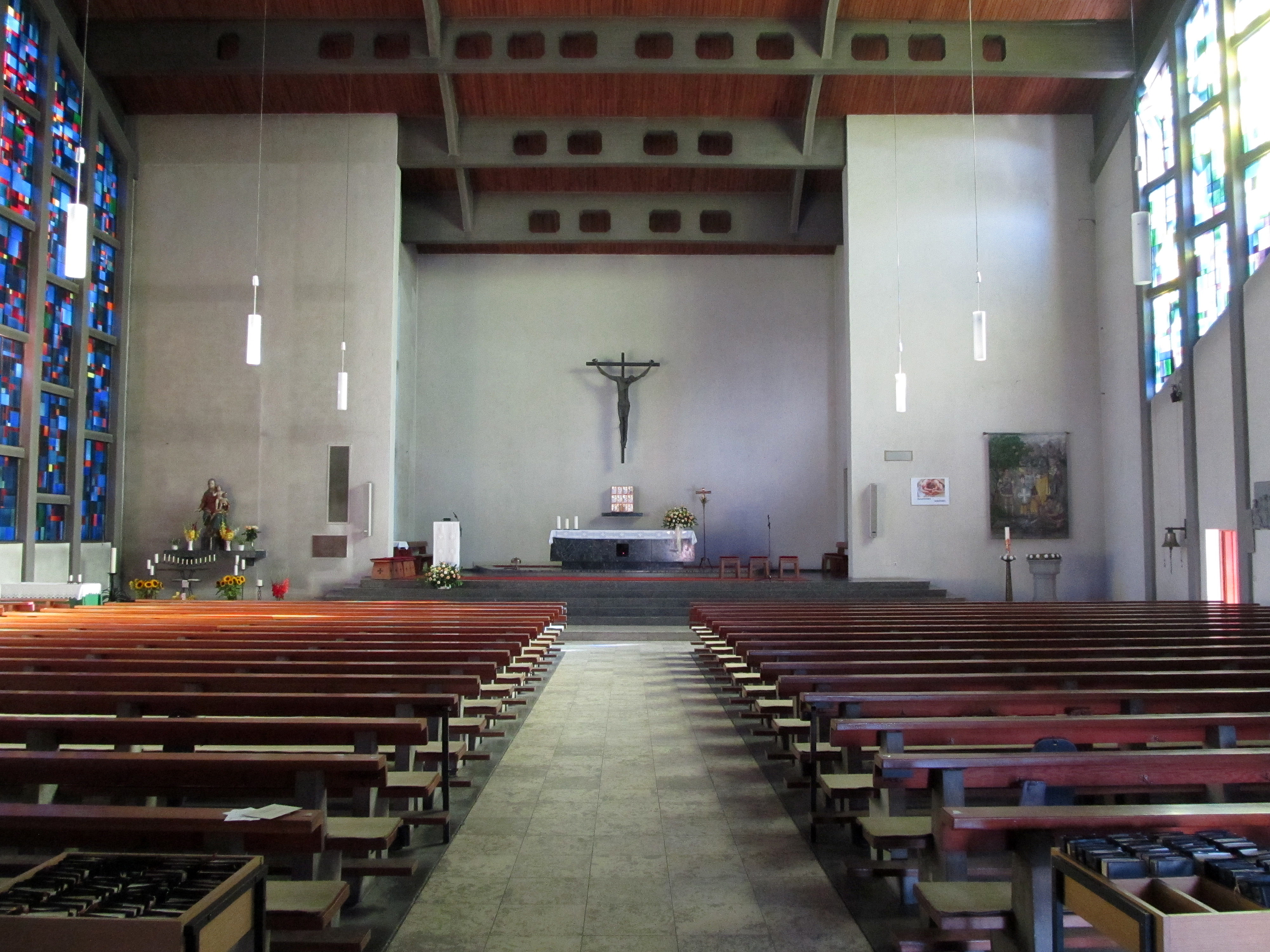
Blick ins Innere der Kirche

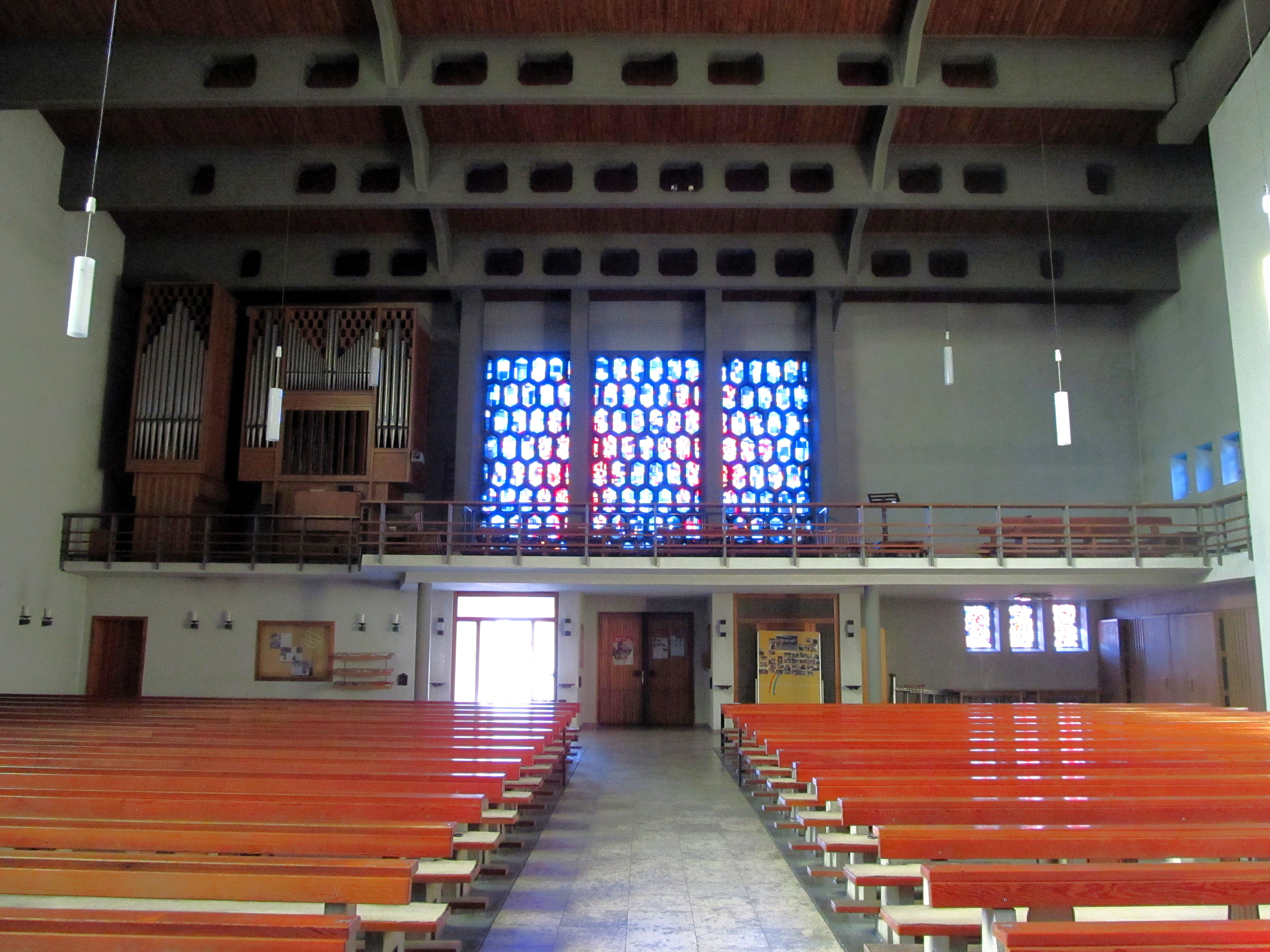
Blick vom Altarraum zur Empore

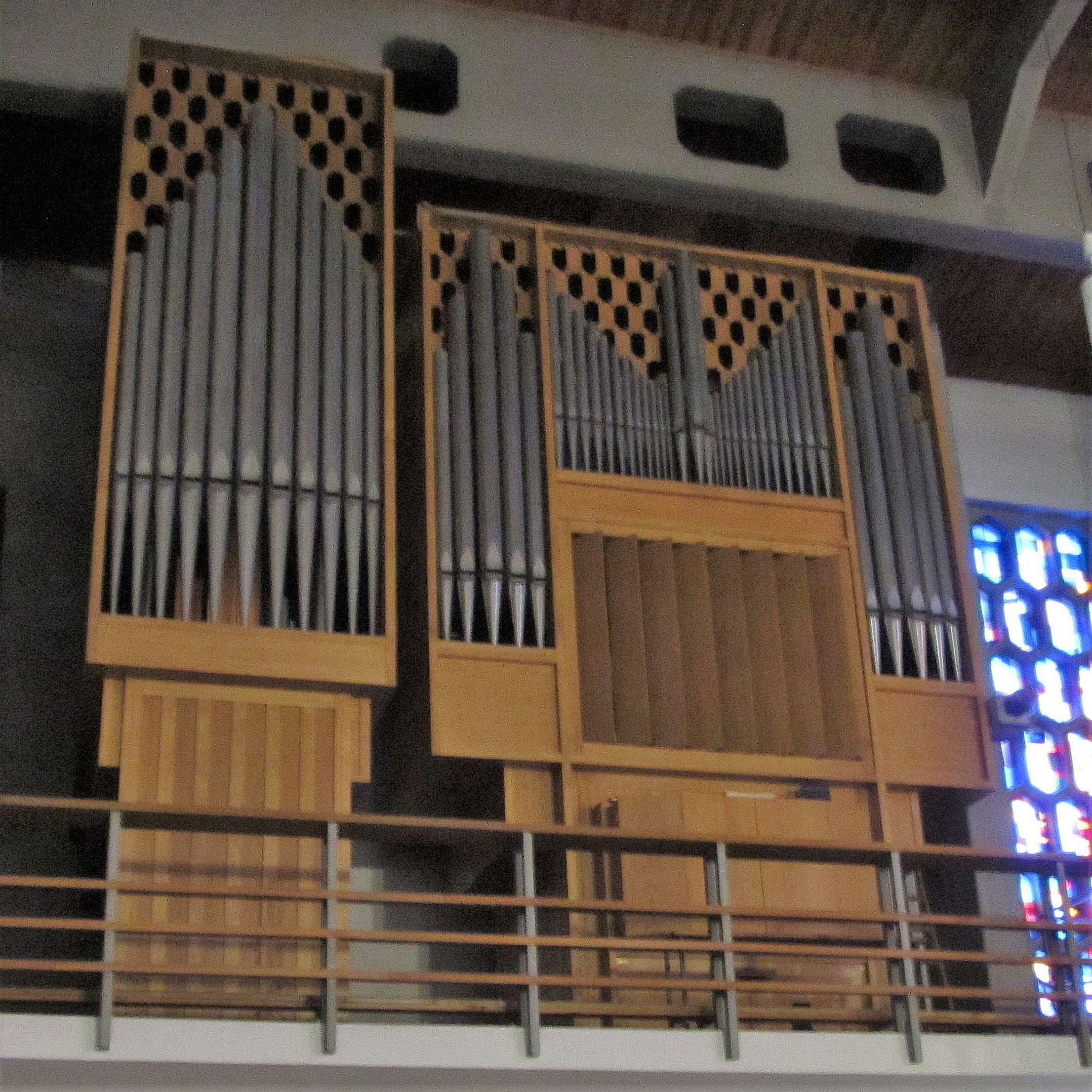
Orgelprospekt

Die Kirche St. Mauritius ist eine katholische Pfarrkirche in Lautzkirchen, einem Stadtteil von Blieskastel im saarländischen Saarpfalz-Kreis. Kirchenpatron ist der heilige Mauritius.

## Geschichte
Im Jahr 1180 wurde in Lautzkirchen zum ersten Mal eine Kirche urkundlich erwähnt. 1469/70 erfolgte der Anbau eines neuen Kirchenschiffs an den romanischen Chorturm der in der Urkunde erwähnten Kirche. Als nach dem Dreißigjährigen Krieg Lautzkirchen wieder besiedelt wurde, war das Kirchengebäude in einem stark baufälligen Zustand, der 1724 durch eine Restaurierung behoben wurde. 1733 kam es zur Wiederbesetzung der Lautzkircher Pfarrei.
Nach Plänen des Architekten Johannes Peter Reheis, der auch für die Pläne der Kirche St. Stephan in Illingen verantwortlich zeichnete und an der Schlosskirche Blieskastel beteiligt war, erfolgte 1785/86 der Bau einer neuen Kirche mit Dachreiter, wobei der romanische Chorturm nur noch als Treppenhaus Verwendung fand. 1825 wurde in der Kirche eine Empore errichtet. 1859/60 wurde das Gotteshaus einer Restaurierung unterzogen, und 1900 erfolgte die erste Ausmalung, der 1934 eine zweite durch den Kirchenmaler Alfred Gottwald (Bonn) folgte. 1930 wurde das Kirchengebäude durch den Anbau einer Sakristei erweitert. Bei der Baumaßnahme wurden unterirdische Gewölbe entdeckt. 1936 erfolgte eine letzte Restaurierung, bevor die Kirche 1958 völlig abgetragen wurde.
1958–60 wurde nach Plänen des Speyerer Diözesan-Baurates Wilhelm Schulte II. das heutige Kirchengebäude errichtet und am 25. September 1960 eingeweiht. Am Entwurf der Kirche war neben Schulte auch der Architekt Helfrich beteiligt. 2000/01 wurde die Kirche restauriert.

## Ausstattung
Zur Ausstattung gehören wertvolle Messgeräte der aufgelösten Pfarrei Gutenbrunnen, des Weiteren die Ausstattung von Peter Reheis aus dem 18. Jahrhundert, die in der Denkmalliste des Saarlandes als Einzeldenkmal aufgeführt ist. Einige Kirchenfenster entwarf die saarländische Künstlerin Marianne Aatz (Neunkirchen), die auch teilweise bei deren Ausführung 1960 mitwirkte.

## Orgel
Die Orgel wurde 1975 von der Firma Hugo Mayer Orgelbau (Heusweiler) gebaut. Das seitlich auf einer Empore aufgestellte Instrument verfügt über 24 Register, verteilt auf 2 Manuale und Pedal, und besitzt mechanische Schleifladen mit elektrischer Registertraktur. Der Spieltisch der Orgel ist als Spielschrank ausgeführt und im Unterteil der Orgel eingebaut.
| I Hauptwerk C–g3 |               |       |
| 1.               | Gedacktpommer | 16′   |
| 2.               | Principal     | 8′    |
| 3.               | Offenflöte    | 8′    |
| 4.               | Octave        | 4′    |
| 5.               | Spillflöte    | 4′    |
| 6.               | Nazard        | 2 ⁄3′ |
| 7.               | Octave        | 2′    |
| 8.               | Mixtur IV-VI  | 1 ⁄3′ |
| 9.               | Trompete      | 8′    |

| II Schwellwerk C–g3 |                |      |
| 10.                 | Holzgedackt    | 8′   |
| 11.                 | Salicional     | 8′   |
| 12.                 | Principal      | 4′   |
| 13.                 | Waldflöte      | 2′   |
| 14.                 | Sesquialter II |      |
| 15.                 | Octävlein      | 1′   |
| 16.                 | Scharff IV     | 1⁄2′ |
| 17.                 | Fagott         | 16′  |
| 18.                 | Oboe           | 8′   |
|                     | Tremulant      |      |

| Pedal C–f1 |               |       |
| 19.        | Subbaß        | 16′   |
| 20.        | Octavbaß      | 8′    |
| 21.        | Flötgedackt   | 8′    |
| 22.        | Choralbaß     | 4′    |
| 23.        | Hintersatz IV | 2 ⁄3′ |
| 24.        | Posaune       | 16′   |

- Koppeln: II/I, I/P, II/P
- Spielhilfen: zwei freie Kombinationen, Tutti, Zungeneinzelabsteller

## Glocken
Im Kirchturm befindet sich seit 2000 ein Geläut, bestehend aus 28 Glocken. Es gliedert sich auf in acht Läuteglocken der Gießereien Paccard (Annecy/Frankreich) und Schilling (Heidelberg), in drei ehemalige „Schilling“-Läuteglocken mit den Schlagtönen f" (110 kg), as" (62 kg) und b" (43 kg) sowie ein Carillon, bestehend aus 17 Glocken.
Vor 2000 befand sich im Turm ein Geläut aus insgesamt elf Glocken, das bis zur Jahrtausendwende mit seinen fünf „Schilling“- und sechs „Paccard“-Glocken an Größe und Qualität eine Einmaligkeit darstellte, und dem eine überragende Bedeutung im deutschen Glockenwesen zugesprochen wurde. Dreimal am Tag, um 8.32, 12.32 und 19.32 Uhr, erklingen nach den kirchlichen und weltlichen Gegebenheiten ausgewählte Melodien, wobei das Repertoire insgesamt 80 Lieder umfasst.
| Nr. | Ton  | Gewicht (kg) | Gießer, Gussort                         | Gussjahr |
| --- | ---- | ------------ | --------------------------------------- | -------- |
| 1   | b°   | 2700         | Paccard, Annecy (Frankreich)            | 1959     |
| 2   | des′ | 1605         | Paccard, Annecy (Frankreich)            | 1959     |
| 3   | f′   | 1005         | Paccard, Annecy (Frankreich)            | 1959     |
| 4   | as′  | 510          | Paccard, Annecy (Frankreich)            | 1959     |
| 5   | b′   | 420          | Paccard, Annecy (Frankreich)            | 1959     |
| 6   | c″   | 325          | Paccard, Annecy (Frankreich)            | 1959     |
| 7   | des″ | 225          | Friedrich Wilhelm Schilling, Heidelberg | 1951     |
| 8   | es″  | 153          | Friedrich Wilhelm Schilling, Heidelberg | 1951     |